# Abbaye Notre-Dame de Licques
La Collégiale de la Vierge Marie est fondée en 1131 à Licques par Robert dit le barbu de retour de la Première croisade puis elle devient L'Abbaye Notre-Dame de Licques de l'ordre des Prémontrés en 1132,.

## Historique
Lambert d'Ardres évoque Robert dist el barbu en ces termes « Robertus quidam de Liskis cum Barbâ vol Barbatus nomi natus quod tune temporis qui prolixam barbam non haberet effe minatus diceretur et in derisum et despectum haberetur ».
Le Légendaire de la Morinie ou Vie des saints de l'ancien diocèse de Thérouanne évoque en ces termes la fondation de l'Abbaye :

« L'esprit général de cette époque portait les riches de la terre à fonder des établissements religieux. Robert, seigneur de Licques avait institué dans sa baronnie de ce nom cinq prébendes canoniales s' était lui-même voué à l’état ecclésiastique dans cette collégiale où il avait donné l'exemple de grandes vertus. Bauduin, son fils, lui avait succédé en qualité de prévôt. Quatre de ses fils étaient entrés dans les ordres et servaient Dieu dans cette même collégiale lorsqu'il leur témoigna l'intention de faire un pèlerinage à Jérusalem. Les fils voulurent suivre le père dans cette lointaine et laborieuse pérégrination. Mais avant leur départ, ils résolurent d’abandonner leurs prébendes en faveur de la prévôté établie sur la colline de Watten. L’évêque de Thérouanne, Milon Ier †1159, qui fut consulté à cette occasion leur persuada qu'il valait mieux honorer à perpétuité la baronnie de Licques par un établissement plus important en y fondant une communauté régie par un abbé. Un synode fut réuni à cette occasion en 1132. Il y fut décidé que Bauduin et ses quatre fils s'étant voués au service de Dieu, il entrait dans les intérêts de l'Église de la Morinie qu'il se formât à Licques une institution particulière et qu'on choisît l'ordre de Prémontré. Bauduin s'occupa de la construction des édifices claustraux et Milon désigna pour premier abbé de cette maison Henri, religieux de l'abbaye de Saint Martin à Loudun. Le monastère de Notre-Dame de Licques situé dans le comté de Guînes et peu éloigné du détroit du Pas-de-Calais ne tarda pas à prospérer et contribua à l’extension de l’institut de Saint-Norbert dans les Iles Britanniques. Le bienheureux Milon établit en 1132 d’après les auteurs du Gallia Christiana et un an plus tôt d'après Dom Gosse 3 des chanoines réguliers de la congrégation d'Arrouaise dans l'abbaye de Saint-Wulmer de Boulogne. »

En 1170, Didier, évêque des Morins, (évêques de Thérouanne), confirme la fondation de l'abbaye.
En 1240 l'abbaye se trouve sous la protection de Robert Ier d'Artois, troisième fils de Louis VIII et de Blanche de Castille et le frère de Saint Louis.
En 1313, le Parlement de Paris juge que l'abbaye relève de la châtellenie de Tournehem.
Les Anglais qui détiennent Calais entre 1347 et 1558 font fréquemment des expéditions sur les terres françaises où ils pillent sur leur passage ; vers 1542-1546, ils ravagent l'abbaye de Licques.

## Protection
L'église est classée aux monuments historiques par arrêté du 21 septembre 1983 alors que les façades et toitures des bâtiments d'entrée ainsi que le sol correspondant aux bâtiments conventuels sont eux inscrits depuis ce même jour.
L'église actuelle de Licques est l'ancienne chapelle de l'Abbaye. Notre-Dame serait présente dans plusieurs toiles  dont un triptyque composé de la Descente de la croix, la Vierge et Saint-Jean Notres dame ainsi que dans une toile de  Bartolomé Esteban Murillo L'Assomption de Notre-Dame.

## Domaine
Arnould, seigneur de Serques se fit religieux au monastère de Licques et donna à cette abbaye la moitié du village de Serques laissant le reste à ses deux enfants qui acquiescèrent à ce partage ainsi qu'il paraît par les lettres authentiques passes en présence de six témoins de considération en l'an 1170 qui se trouvent dans les titres du monastère du Licques.
En 1178, les chanoines de Thérouanne passent un accord avec ceux de Licques, au sujet d'une terre située à Landringetun (Landrethun-les-Ardres) attribuée aux chanoines de Licques. À la même époque, est également passé un accord entre les deux institutions qui s'échangent quelques dîmes.
En 1218, le chevalier Manassès de Guînes, fils du comte de Guînes Baudouin II de Guînes, déclare qu'il a donné à l'abbaye la forêt qu'il possédait.

## Personnalités  liées
- Henry, abbé en 1143-1144; assiste à une charte passée par Baudouin d'Ardres (seigneurs d'Ardres)[14].

- Robert, abbé en 1177. Il est l'un de ceux qui officient lors des obsèques de Chrétienne d'Ardres, épouse du comte de Guînes Baudouin II de Guînes

- Godescalc, doyen des chanoines en 1178[12].
- François d'Avroult, (famille d'Averhoult), nommé administrateur avec rang et prérogatives d'abbé par Charles Quint avant d'occuper la même fonction dans d'autres abbayes[15].